# Ascobolus behnitziensis
Ascobolus behnitziensis är en svampart som beskrevs av Kirschst. 1907. Ascobolus behnitziensis ingår i släktet Ascobolus och familjen Ascobolaceae.   Inga underarter finns listade i Catalogue of Life.